# Berberis moranensis
Berberis moranensis är en berberisväxtart som beskrevs av Schult. och Schult.f.. Berberis moranensis ingår i släktet berberisar, och familjen berberisväxter. Inga underarter finns listade i Catalogue of Life.